# 金勤
金勤（3月3日—）是一位臺灣演員。在國立臺北藝術大學取得表演碩士學位，並且完成教育學程。於國立臺北藝術大學教授表演課程。身高175公分，體重70公斤。

## 生平
金勤小學三年級時曾經參與臺視戲劇演出，並且陸續在何平執導的《感恩歲月》和金鰲勳執導的《過河小卒》中亮相。
國中畢業後，金勤以男孩子組第1名的成績考取國光藝校，之後又考取國立台北藝術大學戲劇學系、劇場藝術研究所碩士班就讀。
金勤在2002年因出演公視電視劇《孽子》裡的小玉一角而受到注目。金勤陸續演出了電影《國士無雙》、《十七歲的天空》、偶像劇《愛就宅一起》、《旋風管家》等，皆獲得好評。
在演出的同時，金勤在國立臺北藝術大學取得了教師資格，並逐漸淡出舞台。
自2000年起，金勤開始擔任電影與電視劇的表演指導，包含楊雅喆導演的《天橋上的魔術師》、《囧男孩》、徐漢強導演的《返校》、陳玉勳導演的《消失的情人節》、戴立忍導演的《不能沒有你》、鍾孟宏導演的《第四張畫》、林育賢導演的《翻滾吧！阿信》、Rocky Jo導演的《戀愛恐慌症》等作品。
金勤並成為演藝圈許多演員及新人的表演老師，目前所知指導過的學生有劉敬、林依晨、陳柏霖、陳昊森、王淨、曾敬驊、王陽明、周湯豪、黃靖倫、大慶、五月天的怪獸、楊丞琳、王大陸、宋芸樺等。
金勤曾參與演出台灣八大電視台與日本合拍、耗資6千萬的台灣偶像劇，改编自日本漫畫家仲村佳樹的暢銷同名漫畫作品《華麗的挑戰》與Super Junior的崔始源、李東海、及台灣新生代演技派女星陳意涵共同演出。

## 作品集

### 電影
- 1989年《感恩歲月》
- 1989年《過河小卒》
- 1996年《紅柿子》
- 2002年《雙瞳》
- 2004年《十七歲的天空》 飾演: 童文宇
- 2006年《國士無雙》 飾演: 安守信
- 2008年《匿名遊戲/INTOXICANT》 飾演: 金勤 (Beowulf)
- 2011年《戀愛恐慌症》 客串: 男護士金赫
- 2012年《飲食男女2-好遠又好近》 客串: 調酒師 Chris
- 2012年《BBS鄉民的正義》 飾演: 站長
- 2013年《BBS鄉民的正義前傳：必要之闇》 飾演: 貝偉倫

### 電視劇
- 1989年《風和草的對話》、《地獄天堂》、《聖誕快樂》、《留下淡影的夏日》
- 1996年《夏日午後》
- 2002年《孽子》 飾演: 王小玉
- 2004年《弟弟放暑假》 飾演: 賴華樂
- 2004年《第二張身分證》
- 2005年《偵探物語》 客串: 娛樂新聞記者
- 2009年《愛就宅一起》 飾演: 柯一隻
- 2009年《終極三國》 客串: 荀彧
- 2009年《桃花小妹》 客串: 逃犯
- 2011年《旋風管家》 飾演：金之介
- 2011年《華麗的挑戰》 飾演：杜金先生
- 2012年《絕對達令》 客串：金勤勤
- 2012年《花是愛》 飾演：巫小龜
- 2013年《原來是美男》 客串：VCR 導演

### 舞台劇
- 《小王子》．國光藝校巡迴公演
- 《海鷗》．國立藝術學院展演
- 《寶蓮精神》．電影導演陳國富執導之舞台劇
- 《如夢之夢》．賴聲川千禧年八小時鉅作
- 《黃色小船》．國家劇院實驗劇場公演
- 2007年《天下第一包-鼎泰豐秘笈》 黑門山上的劇團, 飾演: 張有信
- 2008年《仲介愛情》 黑門山上的劇團, 飾演: 李秀夫
- 2012年《台北爸爸, 紐約媽媽》 人力飛行劇團, 飾演: 陳俊志

### 短片
- 2007年《203》 主演
- 2008年《匿名遊戲/INTOXICANT》 主演
- 2012年《立頓網劇微電影-彭于晏和女主角的故事》 客串

## 外部連結
- King金勤的新浪微博
- 金勤部落格
- 臺灣電影網相關資料
- 金勤在互联网电影资料库（IMDb）上的資料（英文）（英文）
- 在AllMovie上金勤的頁面（英文）
- 金勤在香港影庫上的簡介
- 金勤在豆瓣上的资料（简体中文）